# 26740 Camacho
26740 Camacho è un asteroide della fascia principale. Scoperto nel 2001, presenta un'orbita caratterizzata da un semiasse maggiore pari a 3,1900544 UA e da un'eccentricità di 0,1718516, inclinata di 1,08242° rispetto all'eclittica.